# Gérard Brach
Gérard Brach (Montrouge, 23 luglio 1927 – Parigi, 9 settembre 2006) è stato uno sceneggiatore francese, collaboratore abituale dei registi Roman Polański, Jean-Jacques Annaud e Michelangelo Antonioni..

## Biografia
Nel 1943, a soli 16 anni, si arruola come volontario nella divisione Charlemagne e va a combattere a Königsberg. Alla fine della guerra, affetto da tubercolosi polmonare, viene ricoverato in sanatorio dove rimane per cinque anni e si scopre interessato alla letteratura, conosce il poeta surrealista Benjamin Péret e, tramite lui, André Breton.
Negli anni '50 lavora per la 20th Century Fox come addetto stampa, successivamente viene ingaggiato come regista della seconda unità per l'episodio polacco del film collettivo L'amore a vent'anni (1962); in quel periodo conosce Roman Polański e con lui inizia la sua carriera di sceneggiatore. Dai primi film scritti insieme emerge il suo gusto per il grottesco e per il sarcastico. 
Nel corso di quattro decenni ha scritto una cinquantina di film e ne ha diretti solo due, La Maison (1970) e La barca sull'erba (Le bateau sur l'herbe) (1970), quest'ultimo presentato in concorso al 24º Festival di Cannes. Oltre ad aver scritto sceneggiature per la maggior parte dei film di Polański, Brach ha collaborato con Marco Ferreri (Ciao maschio, 1978,  e Chiedo asilo, 1979) e con Michelangelo Antonioni (Identificazione di una donna, 1981). Dal 1981 inizia la collaborazione con Jean-Jacques Annaud, con il quale scrive sei film, ma guadagna il più grande successo popolare in Francia con Claude Berri, per il quale scrive il dittico Jean de Florette e Manon delle sorgenti ottenendo anche riconoscimenti internazionali.
Ha vinto un Premio BAFTA nel 1988 per Jean de Florette ed è stato nominato due volte ai Premi César, per La guerra del fuoco (La guerre du feu) e Jean de Florette.

## Filmografia

### Regista
- La Maison (1970)
- La barca sull'erba (Le bateau sur l'herbe) (1971)

### Sceneggiatore
- Aimez-vous les femmes?, regia di Jean Léon (1964)
- La Rivière des Diamants, episodio de Le più belle truffe del mondo (Les plus belles escroqueries du monde) regia di Roman Polański (1964)
- Repulsione (Repulsion), regia di Roman Polański (1965)
- Cul-de-sac, regia di Roman Polański (1966)
- Per favore, non mordermi sul collo (Dance of the Vampires), regia di Roman Polański (1967)
- Il vecchio e il bambino (Le vieil homme et l'enfant), regia di Claude Berri (1967)
- La ragazza di fronte (La fille d'en face), regia di Jean-Daniel Simon (1968)
- Onyricon (Wonderwall), regia di Joe Massot (1968) - solo soggetto
- L'échelle blanche, regia di Robert Freeman (1969)
- La Maison (1970) - anche regia
- La barca sull'erba (Le bateau sur l'herbe) (1971) - anche regia
- Che?, regia di Roman Polański (1972)
- Emmanuelle l'antivergine (Emmanuelle ou l'antivierge ), regia di Francis Giacobetti e Francis Leroi (1975)
- L'inquilino del terzo piano (Le locataire), regia di Roman Polański (1976)
- Distanza zero (Le point de mire), regia di Jean-Claude Tramont (1977)
- Ciao maschio, regia di Marco Ferreri (1978)
- Chiedo asilo, regia di Marco Ferreri (1979)
- Tess, regia di Roman Polański (1979)
- Mia cara sconosciuta (Chère inconnue), regia di Moshé Mizrahi (1979)
- Le coeur à l'envers, regia di Franck Apprederis (1980)
- La guerra del fuoco (La guerre du feu), regia di Jean-Jacques Annaud (1981)
- Identificazione di una donna, regia di Michelangelo Antonioni (1982)
- Une pierre dans la bouche, regia di Jean-Louis Leconte (1983)
- Vacanze africane (L'africain), regia di Philippe de Broca (1983)
- La Femme de mon pote, regia di Bertrand Blier (1983)
- L'étrange château du docteur Lerne, regia di Jean-Daniel Verhaeghe (1983) (TV)
- I favoriti della luna (Les favoris de la lune), regia di Otar Iosseliani (1984)
- Dagobert, regia di Dino Risi (1984)
- Maria's Lovers, regia di Andrei Konchalovsky (1984)
- Macumba story (Les enragés), regia di Pierre-William Glenn (1985)
- Adolescente, sucre d'amour, regia di Jocelyn Saab (1985)
- Le meilleur de la vie, regia di Renaud Victor (1985)
- Pirati (Pirates), regia di Roman Polański (1986)
- Jean de Florette, regia di Claude Berri (1986)
- Manon delle sorgenti (Manon des sources), regia di Claude Berri (1986)
- Il nome della rosa (Der Name der Rose), regia di Jean-Jacques Annaud (1986)
- I diffidenti (Shy People), regia di Andrei Konchalovsky (1987)
- Les idiots, regia di Jean-Daniel Verhaeghe (1987) (TV)
- Où que tu sois, regia di Alain Bergala (1987)
- Frantic, regia di Roman Polański (1988)
- Domino, regia di Ivana Massetti (1988)
- L'orso (L'ours), regia di Jean-Jacques Annaud (1988)
- La nuit des fantômes, regia di Jean-Daniel Verhaeghe (1990) (TV)
- L'amante (L'amant), regia di Jean-Jacques Annaud (1992)
- I divertimenti della vita privata, regia di Cristina Comencini (1990)
- Luna di fiele (Bitter Moon), regia di Roman Polański (1992)
- Anna Oz, regia di Éric Rochant (1996)
- Il fantasma dell'opera, regia di Dario Argento (1998)
- La guerre à Paris, regia di Yolande Zauberman (2002)
- L'idole, regia di Samantha Lang (2002)
- Pornografia, regia di Jan Jakub Kolski (2003)
- Blueberry, regia di Jan Kounen (2004)
- Sa Majesté Minor, regia di Jean-Jacques Annaud (2007)